# McNaughton Ridges
Die McNaughton Ridges sind eine Reihe von Gebirgskämmen im ostantarktischen Enderbyland. Sie ragen 21 km nordöstlich des Simpson Peak in den Scott Mountains auf.
Kartiert wurden sie anhand von Luftaufnahmen, die 1956 und 1957 im Rahmen der Australian National Antarctic Research Expeditions entstanden. Das Antarctic Names Committee of Australia (ANCA) benannte das Gebirge nach dem australischen Physiker Ian L.K. McNaughton, der 1961 auf der Mawson-Station tätig war.